# Chiesa dell'Annunziata (Ruvo di Puglia)
La chiesa dell'Annunziata è un edificio sacro di Ruvo di Puglia sito in largo Annunziata. Fu costruita sul finire del XIV secolo quando gli abitanti del casale di Calentano si ritirarono a Ruvo.

## Storia
La chiesa dedicata all'Annunciazione di Maria fu eretta nel 1377 come testimonia la lapide gotica presente sulla fiancata destra del tempio dove c'era l'antico ingresso ora murato. La chiesetta fu costruita per volere degli abitanti del casale di Calentano, che era stato abbandonato dagli stessi dopo i feroci attacchi di Roberto Sanseverino, in quanto nella stessa contrada esiste tuttora un santuario dedicato proprio all'Annunciazione del Signore. L'iscrizione gotica indica come edificatori della chiesa i maestri Giobbe da Giovinazzo e Andrea da Ruvo sotto l'episcopato del frate Stefano. Secondo quanto riporta il documento lapideo, il piccolo edificio sacro fu realizzato a devozione della signora Romata, moglie di Nicola Giuda sepolto all'interno.
Sulla controfacciata della chiesa è presente una seconda iscrizione che ricorda il restauro del 1758, durante il quale fu costruito il nuovo e odierno ingresso, decorato con motivi floreali. Nel sottano della struttura dal canonico don Giacomo Ursi, furono ritrovati nel 1793 un alluce in bronzo e la lapide di Gordiano III ora collocata sulla torre dell'Orologio in piazza Menotti Garibaldi: la chiesa infatti sarebbe sorta sul luogo che un tempo ospitava il foro romano dell'antica Rubi.
Il tempio passò prima sotto il patronato della nobile famiglia dei Mondelli e nel '900 sotto la giurisdizione della chiesa del Redentore. Negli anni cinquanta fu ricostruito il campanile a vela mentre negli anni settanta si dette inizio ai lavori di restauro. Dopo un periodo di abbandono negli anni ottanta fu sede dell'archivio diocesano sotto l'episcopato di don Tonino Bello per poi diventare sede di mostre e incontri negli ultimi decenni.

## Descrizione
La chiesa presenta una facciata a capanna con un portale barocco sovrastato da una finestra circolare inserita tra due nicchie vuote.
L'interno, costituito da un'unica navata, è scarno di decorazioni tuttavia sull'altare del XVIII secolo, realizzato in pietra locale, troneggia la tela del XVII secolo dell'Annunciazione, opera di un anonimo pittore pugliese. Fino a qualche decennio fa, nel transetto erano collocate due statue in pietra di Santa Lucia e San Leonardo. Oggi, nei pressi dell'ingresso è visibile una recente statua in cartapesta di Sant'Antonio di Padova.